# Mesoleius chicoutimiensis
Mesoleius chicoutimiensis är en stekelart som beskrevs av Léon Abel Provancher 1888. Mesoleius chicoutimiensis ingår i släktet Mesoleius och familjen brokparasitsteklar. Inga underarter finns listade i Catalogue of Life.